# Col du Long Tom
Le col du Long Tom, en anglais Long Tom Pass, est un col de montagne routier qui relie les villes de Lydenburg (à l'ouest) et Sabie (à l'est) dans la province du Mpumalanga en Afrique du Sud.
Il doit son nom à la présence d'un canon Creusot de 155 mm surnommé Long Tom lors de la retraite des Boers au cours de la seconde guerre des Boers en 1900. Le canon tira ses derniers coups en direction des troupes britanniques de ce lieu.
Il est avec le col Robbers l'un des principaux passages est-ouest à travers le grand escarpement du Drakensberg.

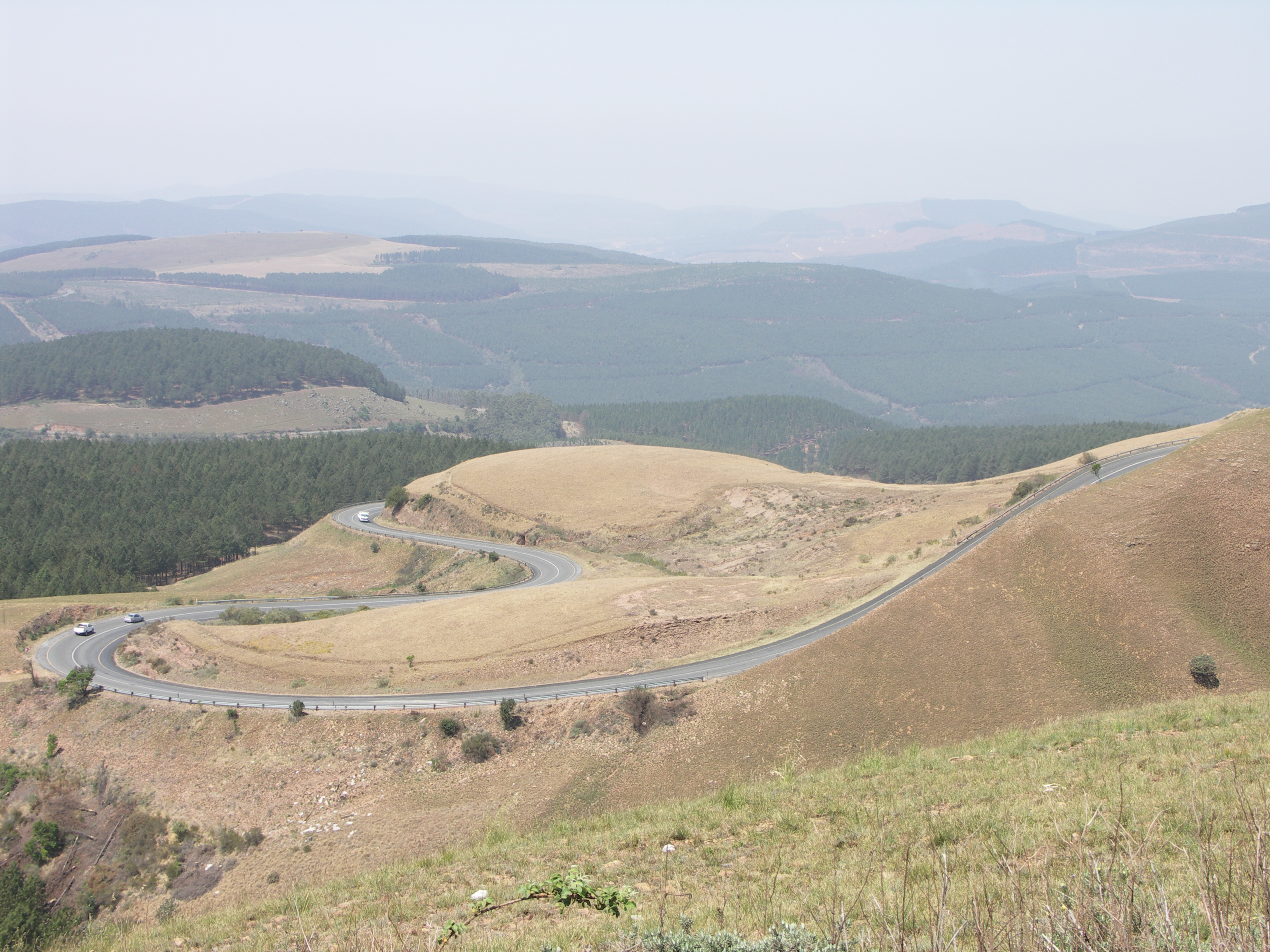
La route montant au col depuis Lydenburg.